# Robert Harmon
Robert Harmon, né à Harrison, dans l'état de New York, est un réalisateur américain de cinéma et de télévision.

## Biographie
Robert Harmon étudie le cinéma à l'Université de Boston, puis va s'installer à Los Angeles. Il est remarqué dès son premier long métrage en 1986 Hitcher, récompensé au Festival du film policier de Cognac.

## Filmographie

### Cinéma
- 1983 : China Lake (court métrage)
- 1986 : Hitcher
- 1991 : Les Yeux d'un ange
- 1993 : Cavale sans issue
- 2002 : Le Peuple des ténèbres
- 2004 : Highwaymen : La Poursuite infernale (Highwaymen)

### Télévision
- 1996 : Gotti
- 2004 : Ike. Opération Overlord (série)
- 2005 : Jesse Stone : En l'absence de preuves (Stone cold)
- 2006. : Jesse Stone : Une ville trop tranquille (Night passage)
- 2006 : Jesse Stone : Meurtre à Paradise ( Death in Paradise)
- 2007 : Jesse Stone : L' empreinte du passé (Sea change)
- 2009 : L' enfant disparu (Thin ice)
- 2010 : Sans remords (No remorse)
- 2012 : Le bénéfice du doute ( Benefit of the doubt)
- 2015 : L' eventreur de Boston(Lost in Paradise)

## Distinctions
- Hitcher récompensé en 1986 au Festival du film policier de Cognac
- Eyes of an Angel nommé au  Festival du film américain de Deauville
- Gotti nommé aux Primetime Emmy Awards